# Gata Kamsky
Gata Kamsky (* 2. červen 1974) je americký šachista, pocházející z Ruska (tehdy Sovětský svaz). Jeho současné FIDE ELO k říjnu 2015 činí 2680, se kterým patří mezi 100 nejlepších šachistů v žebříčku, a je čtvrtým nejlepším americkým šachistou. V žebříčku byl nejvýše v roce 1995, kdy byl čtvrtý. Gata Kamsky měl mezi lety 1996 až 2004 šachovou pauzu, ve které nesehrál skoro žádnou vážnou partii a místo toho se věnoval studiu a jiným svým zálibám.